# Huawei Y3 2018
Huawei Y3 2018 (стилізовано HUAWEI Y3 2018) — смартфон початкового рівня, розроблений компанією Huawei, особливістю якого стала спеціальна полегшена версія Android під назвою Android Go. Був представлений 9 травня 2018 року.

## Дизайн
Екран захищений склом. Корпус виконаний з матового пластику.
Знизу знаходяться роз'єм microUSB та мікрофон, зверху — 3,5 мм аудіороз'єм, справа — гойдалка регулювання гучності та кнопка блокування. На задній панелі розміщені динамік, основна камера та LED-спалах. Під знімною задньою панеллю розташовані слоти під 2 SIM-картки і карту пам'яті.
Huawei Y3 2018 продавався в 3 кольорах: сірому, білому та золотому.

## Технічні характеристики

### Апаратне забезпечення
Huawei Y3 2018 отримав систему на кристалі MediaTek MT6737M з графічним процесором Mali-T720MP2. Смартфон має 1 ГБ оперативної пам'яті і 8 ГБ пам'яті постійного зберігання, яку можна розширити картою пам'яті формату microSD до 128 ГБ
Незнімна батарея отримала об'єм 2280 мА·год.
Пристрій отримав основну камеру на 8 Мп з діафрагмою f/2.0 і автофокусом та передню камеру на 2 Мп. Обидві камери мають можливість запису відео в роздільній здатності 720p@30fps.
Huawei Y3 2018 має 5-дюймовий дисплей типу IPS LCD з роздільною здатністю 854 × 480, щільністю пікселів 196 ppi та співвідношенням сторін 16:9.

### Програмне забезпечення
Huawei Y3 2018 був випущений на полегшеній версії Android під назвою Android Go версії 8.1 Oreo. Сама прошивка на смартфоні має вигляд «чистого» Android окрім видозмінених іконок, робочого столу та меню оновлення.